# Рённинген, Йон
Йон Рённинген (норв. Jon Rønningen); род. 28 ноября 1962, Осло) — норвежский борец греко-римского стиля, двукратный олимпийский чемпион (1988 и 1992), чемпион мира 1985 года, чемпион Европы. Первый норвежский чемпион Олимпийских игр по борьбе. Старший брат Ларса Рённингена (род. 1965), двукратного чемпиона Европы по борьбе, участника трёх Олимпиад.

## Биография
Родился в семье тяжелоатлета и борца и с раннего возраста, вместе с братом, занимался спортом, в том числе и тяжёлой атлетикой. В дальнейшем отмечалось, что Йон Рённинген своим победам во многом обязан силой: при тренировочном весе в 55 килограммов, он делал жим лёжа штангой в 165 килограммов.
В 1979 году, в шестнадцатилетнем возрасте, занял второе место на чемпионате Северных стран среди взрослых и второе же место среди юниоров. В 1980 году был уже первым на чемпионате Северных стран как среди взрослых, так среди юниоров, и выступив на чемпионате Европы, добрался лишь до 12 места среди взрослых и 6 среди юниоров. В 1981 году был седьмым на чемпионате Европы. В 1982—1984 годах выиграл три чемпионата Северных стран. В 1984 году снова стал только седьмым на чемпионате Европы.
На Летних Олимпийских играх 1984 года в Лос-Анджелесе боролся в категории до 52 килограммов (наилегчайший вес). Участники турнира, числом в 12 человек в категории, были разделены на две группы. За победу в схватках присуждались баллы, от 4 баллов за чистую победу и 0 баллов за чистое поражение. Когда в каждой группе определялись три борца с наибольшими баллами (борьба проходила по системе с выбыванием после двух поражений), они разыгрывали между собой места в группе. Затем победители групп встречались в схватке за первое-второе места, занявшие второе место — за третье-четвёртое места, занявшие третье место — за пятое-шестое места. Йон Рённинген потерпел два поражения, но был третьим в группе и в схватке за пятое место победил.
| Круг                 | Соперник       | Страна    | Результат | Основание      | Время схватки |
| -------------------- | -------------- | --------- | --------- | -------------- | ------------- |
| 1                    | Андерс Бюкк    | Швеция    | Победа    | 12-0 (4 балла) | 3:24          |
| 2                    | Михай Кишмаш   | Румыния   | Поражение | 3-5 (1 балл)   |               |
| 3                    | Ацудзи Мияхара | Япония    | Поражение | 10-12 (1 балл) |               |
| Финал (за 5-6 места) | Тайсто Халонен | Финляндия | Победа    | 14-0           | 2:24          |

В 1985 году стал чемпионом мира, а также вновь выиграл чемпионат Северных стран. В 1986 году был третьим на чемпионате Европы, а на чемпионате мира был вторым. В 1987 году привычно выиграл чемпионат Северных стран, был вторым на розыгрыше Кубка мира и только седьмым на чемпионате мира. В 1988 году опять стал чемпионом Северных стран, на чемпионате Европы поднялся до второго места.
На Летних Олимпийских играх 1988 года в Сеуле боролся в категории до 52 килограммов (наилегчайший вес). Участники турнира, числом в 21 человек в категории, были разделены на две группы. Регламент, в основном, остался прежним, только в финальные схватки из группы выходили по четыре лучших спортсмена в группе. Йон Рённинген ровно провёл все встречи, в финале победив своего обидчика прошлой олимпиады Ацудзи Мияхара и стал чемпионом олимпийских игр.
| Круг  | Соперник       | Страна                    | Результат | Основание     | Время схватки |
| ----- | -------------- | ------------------------- | --------- | ------------- | ------------- |
| 1     | Шоун Шелдон    | Соединённые Штаты Америки | Победа    | 4-1 (3 балла) |               |
| 2     | Роман Кирпач   | Польша                    | Победа    | 6-5 (3 балла) |               |
| 3     | Чаба Валдаш    | Венгрия                   | Победа    | 6-0 (3 балла) |               |
| 4     | -              | -                         | -         | -             |               |
| 5     | Ли Че Сок      | Республика Корея          | Победа    | 5-1 (3 балла) |               |
| Финал | Ацудзи Мияхара | Япония                    | Победа    | 12-7          |               |

В 1989 году был девятым на Гран-при Германии (выступал в легчайшем весе), и седьмым на чемпионате мира. В 1990 году стал наконец чемпионом Европы, выиграл Гран-при Германии и Золотой Гран-при. В 1991 году остался третьим на чемпионате мира. В 1992 году был третьим на Гран-при Германии и Золотом Гран-при и только девятым на чемпионате Европы.
На Летних Олимпийских играх 1992 года в Барселоне боролся в категории до 52килограммов (наилегчайший вес). Участники турнира, числом в 17 человек в категории, были разделены на две группы. Регламент, в основном, остался прежним, только в финальные схватки из группы выходили по пять лучших спортсменов в группе. Йон Рённинген вновь ровно провёл турнир. В финальной встрече, проигрывая за две секунды до конца схватки 1-0, он смог на краю ковра провести приём, заработать два балла и стать обладателем двух золотых олимпийских медалей — третьим среди всех норвежцев в индивидуальных дисциплинах.
| Круг  | Соперник            | Страна                    | Результат | Основание      | Время схватки |
| ----- | ------------------- | ------------------------- | --------- | -------------- | ------------- |
| 1     | Рамон Менья         | Панама                    | Победа    | 17-0 (4 балла) | 3:40          |
| 2     | Шоун Шелдон         | Соединённые Штаты Америки | Победа    | 5-0 (3 балла)  |               |
| 3     | Братан Ценов        | Болгария                  | Победа    | 5-3 (3 балла)  |               |
| 4     | Сенад Ризванович    | Индивидуальный            | Победа    | 11-0 (3 балла) |               |
| Финал | Альфред Тер-Мкртчян | Объединённая команда      | Победа    | 2-1            |               |

В 1993 году победил на Гран-при Германии. В 1994 году остался 17-м на чемпионате мира, в 1995 — 11-м. В 1996 году остался четвёртым на чемпионате Европы. В 1996 году, в восьмой раз (без учёта юниорских) победил на чемпионате Северных стран.
На Летних Олимпийских играх 1996 года в Атланте боролся в категории до 52 килограммов (наилегчайший вес). После первого круга, борцы делились на две таблицы: победителей и побеждённых. Победители продолжали бороться между собой, а побеждённые участвовали в утешительных схватках. После двух поражений в предварительных и классификационных (утешительных) раундах, борец выбывал из турнира. В ходе турнира, таким образом, из таблицы побеждённых убывали дважды проигравшие, но она же и пополнялась проигрывающими из таблицы победителей. В конечном итоге, определялись восемь лучших борцов. Не проигравшие ни разу встречались в схватке за 1-2 место, выбывшие в полуфинале встречались с победителями утешительных схваток и победители этих встреч боролись за 3-4 места и так далее. В категории боролись 20 спортсменов. Проиграв две встречи, Йон Рённинген из турнира выбыл. Он объяснил эту неудачу собственной перетренированностью.
| Круг                    | Соперник            | Страна   | Результат | Основание      | Время схватки |
| ----------------------- | ------------------- | -------- | --------- | -------------- | ------------- |
| 1                       | Ласаро Ривас        | Куба     | Поражение | 5-0 (0 баллов) | 5:00          |
| Квалификационный круг 2 | Альфред Тер-Мкртчян | Германия | Поражение | 5-0 (0 баллов) | 5:00          |

После игр оставил карьеру, став тренером в родном клубе, в 2000—2002 годах тренировал национальную сборную. Однако затем ушёл из спорта вообще, перепробовал несколько профессий, бедствовал, развёлся с женой и был вынужден продать свои награды. В ноябре 2013 года в Кулботне прошёл первый международный турнир на призы Йон Рённингена.
Член международного Зала славы борьбы FILA (2009).
Отец близнецов Томаса и Андерса Рённингенов, известных в Скандинавии борцов, выступающих в Германии.